# BNP Paribas Open
BNP Paribas Open, även känd som Indian Wells Masters eller Indian Wells Open (tidigare Pacific Life Open), är en årligen återkommande tennisturnering som spelas på Indian Wells Tennis Garden i Indian Wells i Kalifornien i USA. Turneringen brukar vanligen spelas utomhus på hardcourt under andra och tredje veckan i mars. Det är en tävling på herrarnas ATP-tour i kategorin Masters 1000 och på damernas WTA-tour i kategorin WTA 1000.
Turneringen är en av de allra mest prestigefyllda med stora prispengar; den räknas som den största ATP- och WTA-tävlingen bakom de fyra Grand Slam-turneringarna. Huvudarenan på Indian Wells Tennis Garden är världens näst största permanenta tennisarena bakom Arthur Ashe Stadium.

## Mästare

### Herrsingel
| År                         | Mästare                               | Finalist                              | Resultat                              |
| -------------------------- | ------------------------------------- | ------------------------------------- | ------------------------------------- |
| 2022                       | Taylor Fritz                          | Rafael Nadal                          | 6–3, 7–6(7–5)                         |
| 2021                       | Cameron Norrie                        | Nikoloz Basilashvili                  | 3–6, 6–4, 6–1                         |
| 2020                       | Utgick på grund av covid-19-pandemin. | Utgick på grund av covid-19-pandemin. | Utgick på grund av covid-19-pandemin. |
| 2019                       | Dominic Thiem                         | Roger Federer                         | 3–6, 6–3, 7–5                         |
| 2018                       | Juan Martín del Potro                 | Roger Federer                         | 6–4, 6–7(8–10), 7–6(7–2)              |
| 2017                       | Roger Federer                         | Stan Wawrinka                         | 6–4, 7–5                              |
| 2016                       | Novak Djokovic                        | Milos Raonic                          | 6–2, 6–0                              |
| 2015                       | Novak Djokovic                        | Roger Federer                         | 6–3, 6–7(5–7), 6–2                    |
| 2014                       | Novak Djokovic                        | Roger Federer                         | 3–6, 6–3, 7–6(7–3)                    |
| 2013                       | Rafael Nadal                          | Juan Martín del Potro                 | 4–6, 6–3, 6–4                         |
| 2012                       | Roger Federer                         | John Isner                            | 7–6(9–7), 6–3                         |
| 2011                       | Novak Djokovic                        | Rafael Nadal                          | 4–6, 6–3, 6–2                         |
| 2010                       | Ivan Ljubičić                         | Andy Roddick                          | 7-6(3), 7-6(5)                        |
| 2009                       | Rafael Nadal                          | Andy Murray                           | 6-1, 6-2                              |
| 2008                       | Novak Đoković                         | Mardy Fish                            | 6–2, 5–7, 6–3                         |
| 2007                       | Rafael Nadal                          | Novak Đoković                         | 6–2, 7–5                              |
| 2006                       | Roger Federer                         | James Blake                           | 7–5, 6–3, 6–0                         |
| 2005                       | Roger Federer                         | Lleyton Hewitt                        | 6–2, 6–4, 6–4                         |
| 2004                       | Roger Federer                         | Tim Henman                            | 6–3, 6–3                              |
| 2003                       | Lleyton Hewitt                        | Gustavo Kuerten                       | 6–1, 6–1                              |
| 2002                       | Lleyton Hewitt                        | Tim Henman                            | 6–1, 6–2                              |
| 2001                       | Andre Agassi                          | Pete Sampras                          | 7–6(5), 7–5, 6–1                      |
| 2000                       | Àlex Corretja                         | Thomas Enqvist                        | 6–4, 6–4, 6–3                         |
| 1999                       | Mark Philippoussis                    | Carlos Moyà                           | 5–7, 6–4, 6–4, 4–6, 6–2               |
| 1998                       | Marcelo Ríos                          | Greg Rusedski                         | 6–3, 6–7(15), 7–6(4), 6–4             |
| 1997                       | Michael Chang                         | Bohdan Ulihrach                       | 4–6, 6–3, 6–4, 6–3                    |
| 1996                       | Michael Chang                         | Paul Haarhuis                         | 7–5, 6–1, 6–1                         |
| 1995                       | Pete Sampras                          | Andre Agassi                          | 7–5, 6–3, 7–5                         |
| 1994                       | Pete Sampras                          | Petr Korda                            | 4–6, 6–3, 3–6, 6–3, 6–2               |
| 1993                       | Jim Courier                           | Wayne Ferreira                        | 6–3, 6–3, 6–1                         |
| 1992                       | Michael Chang                         | Andrej Tjesnokov                      | 6–3, 6–4, 7–5                         |
| 1991                       | Jim Courier                           | Guy Forget                            | 4–6, 6–3, 4–6, 6–3, 7–6(4)            |
| 1990                       | Stefan Edberg                         | Andre Agassi                          | 6–4, 5–7, 7–6, 7–6                    |
| 1989                       | Miloslav Mečíř                        | Yannick Noah                          | 3–6, 2–6, 6–1, 6–2, 6–3               |
| 1988                       | Boris Becker                          | Emilio Sánchez                        | 7–5, 6–4, 2–6, 6–4                    |
| 1987                       | Boris Becker                          | Stefan Edberg                         | 6–4, 6–4, 7–5                         |
| La Quinta, Kalifornien     |                                       |                                       |                                       |
| 1986                       | Joakim Nyström                        | Yannick Noah                          | 6–1, 6–3, 6–2                         |
| 1985                       | Larry Stefanki                        | David Pate                            | 6–1, 6–4, 3–6, 6–3                    |
| 1984                       | Jimmy Connors                         | Yannick Noah                          | 6–2, 6–7, 6–3                         |
| 1983                       | José Higueras                         | Eliot Teltscher                       | 6–4, 6–2                              |
| 1982                       | Yannick Noah                          | Ivan Lendl                            | 6–4, 2–6, 7–5                         |
| 1981                       | Jimmy Connors                         | Ivan Lendl                            | 6–3, 7–6                              |
| Rancho Mirage, Kalifornien |                                       |                                       |                                       |
| 1980                       | finalen struken (regn)                | finalen struken (regn)                | finalen struken (regn)                |
| 1979                       | Roscoe Tanner                         | Brian Gottfried                       | 6–4, 6–2                              |
| Palm Springs, Kalifornien  |                                       |                                       |                                       |
| 1978                       | Roscoe Tanner                         | Raúl Ramírez                          | 6–1, 7–6                              |
| 1977                       | Brian Gottfried                       | Guillermo Vilas                       | 2–6, 6–1, 6–3                         |
| 1976                       | Jimmy Connors                         | Roscoe Tanner                         | 6–4, 6–4                              |

### Herrdubbel
| År                         | Mästare                               | Finalister                                 | Resultat                              |
| -------------------------- | ------------------------------------- | ------------------------------------------ | ------------------------------------- |
| 2022                       | John Isner / Jack Sock                | Santiago González / Édouard Roger-Vasselin | 7–6(7–4), 6–3                         |
| 2021                       | John Peers / Filip Polášek            | Aslan Karatsev / Andrej Rubljov            | 6–3, 7–6(7–5)                         |
| 2020                       | Utgick på grund av covid-19-pandemin. | Utgick på grund av covid-19-pandemin.      | Utgick på grund av covid-19-pandemin. |
| 2019                       | Nikola Mektić / Horacio Zeballos      | Łukasz Kubot / Marcelo Melo                | 4–6, 6–4, [10–3]                      |
| 2018                       | John Isner / Jack Sock                | Bob Bryan / Mike Bryan                     | 7–6(7–4), 7–6(7–2)                    |
| 2017                       | Raven Klaasen / Rajeev Ram            | Łukasz Kubot / Marcelo Melo                | 6–7(1–7), 6–4, [10–8]                 |
| 2016                       | Pierre-Hugues Herbert / Nicolas Mahut | Vasek Pospisil / Jack Sock                 | 6–4, 7–6(7–5)                         |
| 2015                       | Vasek Pospisil / Jack Sock            | Simone Bolelli / Fabio Fognini             | 6–4, 6–7(3–7), [10–7]                 |
| 2014                       | Bob Bryan / Mike Bryan                | Alexander Peya / Bruno Soares              | 6–4, 6–3                              |
| 2013                       | Bob Bryan / Mike Bryan                | Treat Conrad Huey / Jerzy Janowicz         | 6–3, 3–6, [10–6]                      |
| 2012                       | Marc López / Rafael Nadal             | John Isner / Sam Querrey                   | 6–2, 7–6(7–3)                         |
| 2011                       | Aleksandr Dolgopolov / Xavier Malisse | Roger Federer / Stanislas Wawrinka         | 6–4, 6–7(5–7), [10–7]                 |
| 2010                       | Marc López / Rafael Nadal             | Daniel Nestor / Nenad Zimonjić             | 7–6(8), 6–3                           |
| 2009                       | Mardy Fish / Andy Roddick             | Max Mirnyj / Andy Ram                      | 3–6, 6–1, 14-12                       |
| 2008                       | Jonathan Erlich / Andy Ram            | Daniel Nestor / Nenad Zimonjić             | 6–4, 6–4                              |
| 2007                       | Martin Damm / Leander Paes            | Jonathan Erlich / Andy Ram                 | 6–4, 6–4                              |
| 2006                       | Mark Knowles / Daniel Nestor          | Bob Bryan / Mike Bryan                     | 6–4, 6–4                              |
| 2005                       | Mark Knowles / Daniel Nestor          | Wayne Arthurs / Paul Hanley                | 7–6(6), 7–6(2)                        |
| 2004                       | Arnaud Clément / Sébastien Grosjean   | Wayne Black / Kevin Ullyett                | 6–3, 4–6, 7–5                         |
| 2003                       | Wayne Ferreira / Jevgenij Kafelnikov  | Bob Bryan / Mike Bryan                     | 6–1, 6–4                              |
| 2002                       | Mark Knowles / Daniel Nestor          | Roger Federer / Max Mirnyj                 | 6–4, 6–4                              |
| 2001                       | Wayne Ferreira / Jevgenij Kafelnikov  | Jonas Björkman / Todd Woodbridge           | 6–2, 7–5                              |
| 2000                       | Alex O'Brien / Jared Palmer           | Paul Haarhuis / Sandon Stolle              | 6–4, 7–6(5)                           |
| 1999                       | Wayne Black / Sandon Stolle           | Ellis Ferreira / Rick Leach                | 6–3, 6–4                              |
| 1998                       | Jonas Björkman / Patrick Rafter       | Todd Martin / Richey Reneberg              | 6–0, 6–3                              |
| 1997                       | Mark Knowles / Daniel Nestor          | Mark Philippoussis / Patrick Rafter        | 7–5, 6–4                              |
| 1996                       | Todd Woodbridge / Mark Woodforde      | Brian MacPhie / Michael Tebbutt            | 6–3, 6–4                              |
| 1995                       | Tommy Ho / Brett Steven               | Gary Muller / Piet Norval                  | 7–6, 6–7, 6–4                         |
| 1994                       | Grant Connell / Patrick Galbraith     | Byron Black / Jonathan Stark               | 3–6, 6–1, 7–6                         |
| 1993                       | Guy Forget / Henri Leconte            | Luke Jensen / Scott Melville               | 4–6, 6–2, 7–6                         |
| 1992                       | Steve DeVries / David Macpherson      | Kent Kinnear / Sven Salumaa                | 6–3, 2–6, 6–4                         |
| 1991                       | Jim Courier / Javier Sánchez          | Guy Forget / Henri Leconte                 | 7–6, 6–1                              |
| 1990                       | Boris Becker / Guy Forget             | Jim Grabb / Patrick McEnroe                | 6–4, 6–3                              |
| 1989                       | Boris Becker / Jakob Hlasek           | Kevin Curren / David Pate                  | 3–6, 6–3, 6–4                         |
| 1988                       | Boris Becker / Guy Forget             | Jorge Lozano / Todd Witsken                | 6–3, 6–3                              |
| 1987                       | Guy Forget / Yannick Noah             | Boris Becker / Eric Jelen                  | 5–7, 7–6, 7–5                         |
| La Quinta, Kalifornien     |                                       |                                            |                                       |
| 1986                       | Peter Fleming / Guy Forget            | Yannick Noah / Sherwood Stewart            | 7–6, 6–2                              |
| 1985                       | Heinz Günthardt / Balázs Taróczy      | Ken Flach / Robert Seguso                  | 7–6, 7–5                              |
| 1984                       | Bernard Mitton / Butch Walts          | Scott Davis / Ferdi Taygan                 | 4–6, 6–4, 7–6                         |
| 1983                       | Brian Gottfried / Raúl Ramírez        | Tian Viljoen / Danie Visser                | 6–3, 6–3                              |
| 1982                       | Brian Gottfried / Raúl Ramírez        | John Lloyd / Dick Stockton                 | 6–4, 3–6, 6–2                         |
| 1981                       | Bruce Manson / Brian Teacher          | Terry Moor / Eliot Teltscher               | 7–6, 6–2                              |
| Rancho Mirage, Kalifornien |                                       |                                            |                                       |
| 1980                       | finalen struken (regn)                | finalen struken (regn)                     | finalen struken (regn)                |
| 1979                       | Gene Mayer / Sandy Mayer              | Cliff Drysdale / Bruce Manson              | 6–4, 7–6                              |
| Palm Springs, California   |                                       |                                            |                                       |
| 1978                       | Raymond Moore / Roscoe Tanner         | Bob Hewitt / Frew McMillan                 | 6–4, 6–4                              |
| 1977                       | Bob Hewitt / Frew McMillan            | Marty Riessen / Roscoe Tanner              | 7–6, 7–6                              |
| 1976                       | Colin Dibley / Sandy Mayer            | Raymond Moore / Erik Van Dillen            | 6–3, 7–5                              |

### Damsingel
| År   | Mästare                               | Finalist                              | Resultat                              |
| ---- | ------------------------------------- | ------------------------------------- | ------------------------------------- |
| 2022 | Iga Świątek                           | Maria Sakkari                         | 6–4, 6–1                              |
| 2021 | Paula Badosa                          | Victoria Azarenka                     | 7–6(7–5), 2–6, 7–6(7–2)               |
| 2020 | Utgick på grund av covid-19-pandemin. | Utgick på grund av covid-19-pandemin. | Utgick på grund av covid-19-pandemin. |
| 2019 | Bianca Andreescu                      | Angelique Kerber                      | 6–4, 3–6, 6–4                         |
| 2018 | Naomi Osaka                           | Daria Kasatkina                       | 6–3, 6–2                              |
| 2017 | Elena Vesnina                         | Svetlana Kuznetsova                   | 6–7(6–8), 7–5, 6–4                    |
| 2016 | Victoria Azarenka                     | Serena Williams                       | 6–4, 6–4                              |
| 2015 | Simona Halep                          | Jelena Janković                       | 2–6, 7–5, 6–4                         |
| 2014 | Flavia Pennetta                       | Agnieszka Radwanska                   | 6–2, 6–1                              |
| 2013 | Marija Sjarapova                      | Caroline Wozniacki                    | 6–2, 6–2                              |
| 2012 | Viktoryja Azaranka                    | Marija Sjarapova                      | 6–2, 6–3                              |
| 2011 | Caroline Wozniacki                    | Marion Bartoli                        | 6–1, 2–6, 6–3                         |
| 2010 | Jelena Janković                       | Caroline Wozniacki                    | 6–2, 6–4                              |
| 2009 | Vera Zvonarjova                       | Ana Ivanović                          | 7–6(5), 6–2                           |
| 2008 | Ana Ivanović                          | Svetlana Kuznetsova                   | 6–4, 6–3                              |
| 2007 | Daniela Hantuchová                    | Svetlana Kuznetsova                   | 6–3, 6–4                              |
| 2006 | Marija Sjarapova                      | Jelena Dementieva                     | 6–1, 6–2                              |
| 2005 | Kim Clijsters                         | Lindsay Davenport                     | 6–4, 4–6, 6–2                         |
| 2004 | Justine Henin                         | Lindsay Davenport                     | 6–1, 6–4                              |
| 2003 | Kim Clijsters                         | Lindsay Davenport                     | 6–4, 7–5                              |
| 2002 | Daniela Hantuchová                    | Martina Hingis                        | 6–3, 6–4                              |
| 2001 | Serena Williams                       | Kim Clijsters                         | 4–6, 6–4, 6–2                         |
| 2000 | Lindsay Davenport                     | Martina Hingis                        | 4–6, 6–4, 6–0                         |
| 1999 | Serena Williams                       | Steffi Graf                           | 6–3, 3–6, 7–5                         |
| 1998 | Martina Hingis                        | Lindsay Davenport                     | 6–3, 6–4                              |
| 1997 | Lindsay Davenport                     | Irina Spîrlea                         | 6–2, 6–1                              |
| 1996 | Steffi Graf                           | Conchita Martínez                     | 7–6(5), 7–6(5)                        |
| 1995 | Mary Joe Fernández                    | Natasha Zvereva                       | 6–4, 6–3                              |
| 1994 | Steffi Graf                           | Amanda Coetzer                        | 6–0, 6–4                              |
| 1993 | Mary Joe Fernández                    | Amanda Coetzer                        | 3–6, 6–1, 7–6(6)                      |
| 1992 | Monica Seles                          | Conchita Martínez                     | 6–3, 6–1                              |
| 1991 | Martina Navrátilová                   | Monica Seles                          | 6–2, 7–6(6)                           |
| 1990 | Martina Navrátilová                   | Helena Suková                         | 6–2, 5–7, 6–1                         |
| 1989 | Manuela Malejeva Fragniere            | Jenny Byrne                           | 6–4, 6–1                              |

### Damdubbel
| År   | Mästare                                 | Finalister                                         | Resultat                                |
| ---- | --------------------------------------- | -------------------------------------------------- | --------------------------------------- |
| 2022 | Xu Yifan / Yang Zhaoxuan                | Asia Muhammad / Ena Shibahara                      | 7–5, 7–6(7–4)                           |
| 2021 | Hsieh Su-wei (3) / Elise Mertens (2)    | Veronika Kudermetova / Jelena Rybakina             | 7–6(7–1), 6–3                           |
| 2020 | Utgick på grund av covid-19-pandemin.   | Utgick på grund av covid-19-pandemin.              | Utgick på grund av covid-19-pandemin.   |
| 2019 | Elise Mertens / Aryna Sabalenka         | Barbora Krejčíková / Kateřina Siniaková            | 6–3, 6–2                                |
| 2018 | Hsieh Su-wei / Barbora Strýcová         | Jekaterina Makarova / Jelena Vesnina               | 6–4, 6–4                                |
| 2017 | Chan Yung-jan / Martina Hingis          | Lucie Hradecká / Kateřina Siniaková                | 7–6(7–4), 6–2                           |
| 2016 | Bethanie Mattek-Sands / Coco Vandeweghe | Julia Görges / Karolína Plíšková                   | 4–6, 6–4, [10–6]                        |
| 2015 | Martina Hingis / Sania Mirza            | Jekaterina Makarova / Jelena Vesnina               | 6–3, 6–4                                |
| 2014 | Hsieh Su-wei / Peng Shuai               | Cara Black / Sania Mirza                           | 7–6(7–5), 6–2                           |
| 2013 | Jekaterina Makarova / Jelena Vesnina    | Nadia Petrova / Katarina Srebotnik                 | 6–0, 5–7, 10–6                          |
| 2012 | Liezel Huber / Lisa Raymond             | Sania Mirza / Jelena Vesnina                       | 6–2, 6–3                                |
| 2011 | Sania Mirza / Jelena Vesnina            | Bethanie Mattek-Sands / Meghann Shaughnessy        | 6–0, 7–5                                |
| 2010 | Květa Peschke / Katarina Srebotnik      | Nadia Petrova / Samantha Stosur                    | 6–4, 2–6, 10–5                          |
| 2009 | Viktoryja Azaranka / Vera Zvonarjova    | Gisela Dulko / Shahar Pe'er                        | 6–4, 3–6, 10–5                          |
| 2008 | Dinara Safina / Jelena Vesnina          | Zi Yan / Jie Zheng                                 | 6–1, 1–6, 10–8                          |
| 2007 | Lisa Raymond / Samantha Stosur          | Chan Yung-Jan / Chuang Chia-Jung                   | 6–3, 7–5                                |
| 2006 | Lisa Raymond / Samantha Stosur          | Virginia Ruano Pascual / Meghann Shaughnessy       | 6–2, 7–5                                |
| 2005 | Virginia Ruano Pascual / Paola Suárez   | Nadia Petrova / Meghann Shaughnessy                | 7–6(3), 6–1                             |
| 2004 | Virginia Ruano Pascual / Paola Suárez   | Svetlana Kuznetsova / Jelena Lichovtseva           | 6–1, 6–2                                |
| 2003 | Lindsay Davenport / Lisa Raymond        | Kim Clijsters / Ai Sugiyama                        | 3–6, 6–4, 6–1                           |
| 2002 | Lisa Raymond / Rennae Stubbs            | Jelena Dementieva / Janette Husárová               | 7–5, 6–0                                |
| 2001 | Nicole Arendt / Ai Sugiyama             | Virginia Ruano Pascual / Paola Suárez              | 6–4, 6–4                                |
| 2000 | Lindsay Davenport / Corina Morariu      | Anna Kournikova / Natasja Zvereva                  | 6–2, 6–3                                |
| 1999 | Martina Hingis / Anna Kournikova        | Mary Joe Fernández / Jana Novotná                  | 6–2, 6–2                                |
| 1998 | Lindsay Davenport / Natasja Zvereva     | Alexandra Fusai / Nathalie Tauziat                 | 6–4, 2–6, 6–4                           |
| 1997 | Lindsay Davenport / Natasja Zvereva     | Lisa Raymond / Nathalie Tauziat                    | 7–5, 6–2                                |
| 1996 | Chanda Rubin / Brenda Schultz-McCarthy  | Julie Halard / Nathalie Tauziat                    | 6–1, 6–4                                |
| 1995 | Lindsay Davenport / Lisa Raymond        | Larisa Savchenko Neiland / Arantxa Sánchez Vicario | 2–6, 6–4, 6–3                           |
| 1994 | Lindsay Davenport / Lisa Raymond        | Manon Bollegraf / Helena Suková                    | 6–2, 6–4                                |
| 1993 | Rennae Stubbs / Helena Suková           | Ann Grossman / Patricia Hy                         | 6–3, 6–4                                |
| 1992 | Claudia Kohde-Kilsch / Stephanie Rehe   | Jill Hetherington / Kathy Rinaldi                  | 6–3, 6–3                                |
| 1991 | Dubbelfinalen struken på grund av regn. | Dubbelfinalen struken på grund av regn.            | Dubbelfinalen struken på grund av regn. |
| 1990 | Jana Novotná / Helena Suková            | Gigi Fernández / Martina Navrátilová               | 6–2, 7–6(6)                             |
| 1989 | Hana Mandlíková / Pam Shriver           | Rosalyn Fairbank / Gretchen Rush Magers            | 6–3, 6–7(4), 6–3                        |